# Little River Band

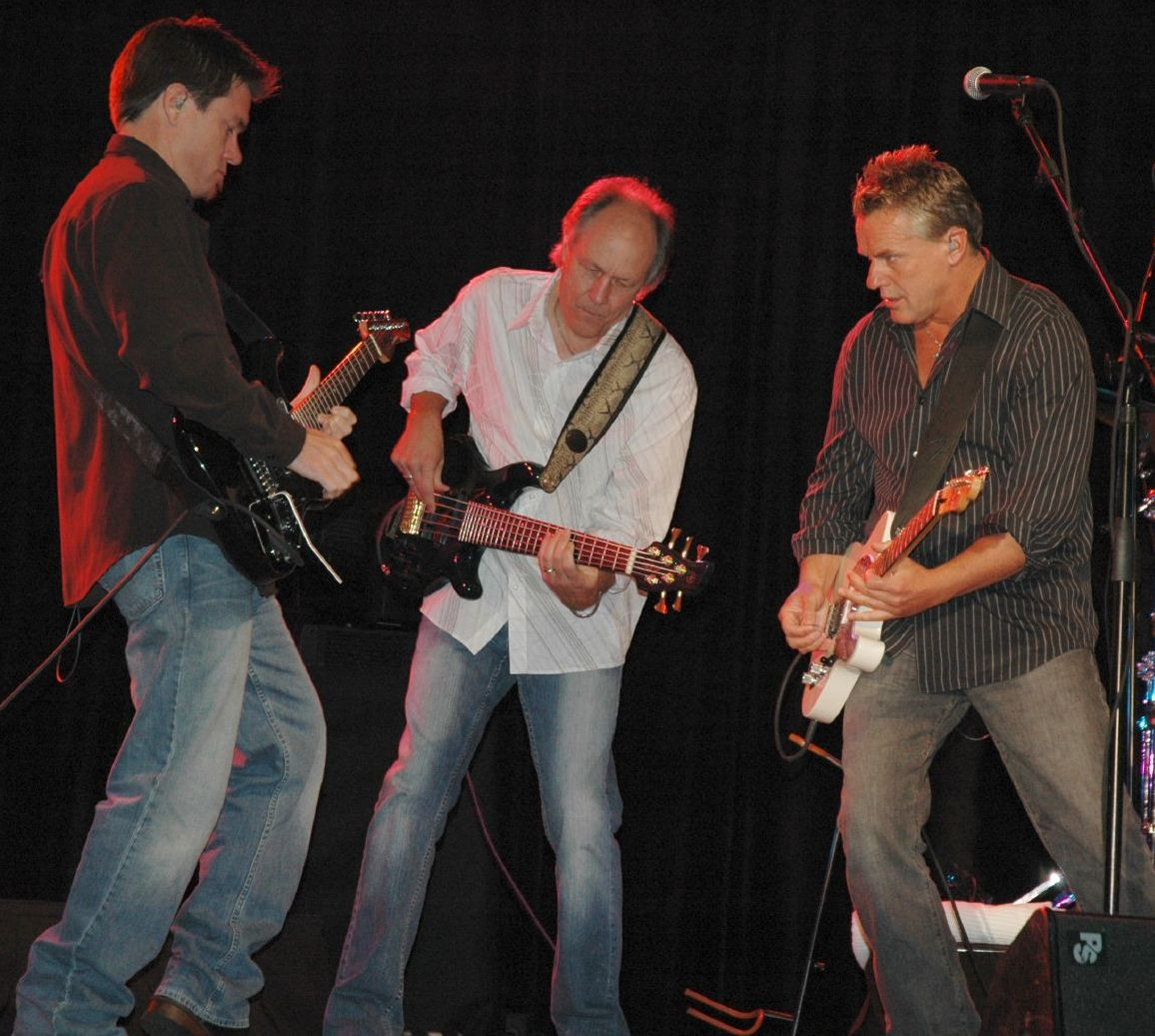
Little River Band in 2006

Little River Band is een Australische popgroep die in 1975 in Melbourne werd opgericht. De naam van de band is door Shorrock en Birtles ontleend aan een verkeersbord richting de gemeente Little River, dicht bij de stad Geelong, daar de Australische fans een Amerikaanse naam niets vonden.

## Ontstaan
Little River Band was de eerste Australische band met aanhoudend commercieel succes in de Verenigde Staten. Tijdens zijn bestaan heeft de band meer dan 25 miljoen albums verkocht en maakte hij 13 Amerikaanse top 40-hits. De oorspronkelijke leden van de band waren leadzanger Glenn Shorrock, Graeham Goble en Beeb Birtles (Gerard Bertelkamp), die beiden gitaar speelden en zongen, en gitarist Ric Formosa, bassist Roger McLachlan en drummer Derek Pellicci. Beeb Birtles is de artiestennaam van Gerard Bertelkamp, die in 1948 in Amsterdam werd geboren en in 1957 met zijn ouders naar Australië emigreerde.
De heren stonden eerst in het voorprogramma van Queen voordat ze een hit in Amerika scoorden met "Help Is On Its Way". Het album "Sleeper Catcher" was het eerste Australische album waarvan er meer dan 1 miljoen stuks in Amerika werden verkocht. Tussen 1978 en 1981 behaalde de Little River Band zes opeenvolgende top 10-noteringen in de Verenigde Staten met de hits "Reminiscing", "Lady", "Lonesome Loser", "Cool Change", "The Night Owls" en "Take It Easy On Me". "Forever Blue" was in 1995 de laatste hit in Nederland.
De band heeft vele andere wisselingen ondergaan in de bezetting - zo was John Farnham tussen 1982 en 1986 de leadzanger - maar treedt nog steeds op. De drie oorspronkelijke zangers, die gezamenlijk  alle echte Little River Band-hits hebben geschreven, treden daarnaast nog op onder de naam Birtles Shorrock Goble - ze hebben de rechten op de oorspronkelijke naam niet meer in bezit, deze zijn in handen van gitarist Stephen Housden.

## Bezetting
- Leadzang
  - Glenn Shorrock (1975–1982, 1987–1996)
  - John Farnham (1982–1986)
  - Steve Wade (1996–2000)
  - Wayne Nelson (2000–heden)

- Leadgitaar
  - Graham Davidge (1975)
  - Ric Formosa (1975–1976)
  - David Briggs (1976–1981)
  - Stephen Housden (1981–heden)
  - Rich Herring (2006–heden)

- Gitaar
  - Graham Goble (1975–1992, gestopt met optreden in 1989)
  - Beeb Birtles (1975–1983)
  - Peter Beckett (1989–1997)
  - Paul Gildea (1998–2000)
  - Greg Hind (2000–heden)

- Bas
  - Roger McLachlan (1975–1976, 1998–1999)
  - George McArdle (1976–1979)
  - Barry Sullivan (1979–1980)
  - Wayne Nelson (1980–1996, 1999–heden)
  - Hal Tupea (1996–1997)

- Drums
  - Derek Pellicci (1975–1984, 1987–1998)
  - Geoff Cox (1978, ingevallen voor Pellicci)
  - Steve Prestwich (1984–1986)
  - Malcolm Wakeford (1986)
  - Kevin Murphy (1998–2004)
  - Kip Raines (2004–2005)
  - Billy Thomas (2005–2007)
  - Mel Watts (2007–heden)

- Toetsen
  - No keyboardist (1975–1978, 1982–1983)
  - Mal Logan (1978–1981)
  - David Hirschfelder (1983–1986)
  - James Roche (1988–1990)
  - Tony Sciuto (1990–1997)
  - Adrian Scott (1998)
  - Glenn Reither (1999–2004)
  - Chris Marion (2004–heden)

## Discografie

### Albums
| Jaar | Titel                                                                    |
| ---- | ------------------------------------------------------------------------ |
| 1975 | Little River Band                                                        |
| 1976 | After Hours                                                              |
| 1977 | Diamantina Cocktail                                                      |
| 1978 | Sleeper Catcher                                                          |
| 1979 | First Under the Wire                                                     |
| 1980 | Backstage Pass ( Dubbel Live Album )                                     |
|      | Backstage Pass (album)                                                   |
| 1981 | Time Exposure                                                            |
| 1982 | Greatest Hits                                                            |
| 1983 | The Net                                                                  |
| 1984 | Playing to Win                                                           |
| 1986 | No Reins Too Late to Load (Collectie van bijzondere uitgaven, 1975-1986) |
| 1988 | Monsoon                                                                  |
| 1990 | Get Lucky                                                                |
| 1991 | Worldwide Love                                                           |
| 1992 | Live Classics                                                            |
| 1994 | Reminiscing: The 20th Anniversary Collection                             |
| 1995 | Forever Blue: The Very Best Of Little River Band                         |
| 1997 | I Dream Alone                                                            |
| 2000 | Where We Started From                                                    |
| 2002 | One Night in Mississippi The Definitive Collection                       |
| 2004 | Test of Time                                                             |
| 2006 | Re-arranged                                                              |
| 2007 | We Call It Christmas                                                     |
| 2013 | Cuts Like a Diamond                                                      |

### Hitlijsten
| Single met eventuele hitnotering(en) in de Nederlandse Top 40 | Datum van verschijnen | Datum van binnenkomst | Hoogste positie | Aantal weken | Opmerkingen           |
| ------------------------------------------------------------- | --------------------- | --------------------- | --------------- | ------------ | --------------------- |
| It's a Long Way There                                         | 1975                  | 06-11-1976            | 13              | 8            |                       |
| Help Is On Its Way                                            | 1977                  | 20-08-1977            | 20              | 5            |                       |
| Home on Monday                                                | 1977                  | 22-10-1977            | 13              | 6            |                       |
| Reminiscing                                                   | 1978                  |                       | tip15           |              |                       |
| Lonesome Loser                                                | 1979                  |                       | tip4            |              |                       |
| The Night Owls                                                | 1981                  |                       | tip21           |              |                       |
| You're Driving Me Out Of My Mind                              | 1983                  |                       | tip11           |              |                       |
| Forever Blue                                                  | 1995                  | 03-06-1995            | 15              | 8            | (heruitgave van 1985) |

### NPO Radio 2 Top 2000
| Nummers met noteringen in de NPO Radio 2 Top 2000 | '99  | '00  | '01  | '02 | '03  | '04  | '05  | '06  | '07  | '08  | '09  | '10  | '11  | '12  | '13  | '14  | '15 | '16  | '17  | '18  | '19  | '20  | '21  | '22  | '23  | '24  |
| ------------------------------------------------- | ---- | ---- | ---- | --- | ---- | ---- | ---- | ---- | ---- | ---- | ---- | ---- | ---- | ---- | ---- | ---- | --- | ---- | ---- | ---- | ---- | ---- | ---- | ---- | ---- | ---- |
| Forever Blue                                      | 1246 | 984  | 854  | 890 | 1178 | 1238 | 1210 | 1379 | 1451 | 1274 | 1819 | 1601 | 1835 | 1973 | 1819 | 1864 | -   | -    | -    | -    | -    | -    | -    | -    | -    | -    |
| Home on Monday                                    | 1443 | 1106 | 1057 | 937 | 1358 | 1421 | 1473 | 1613 | 1987 | 1546 | 1829 | 1623 | 1952 | 1933 | 1984 | 1766 | -   | -    | -    | -    | -    | -    | -    | -    | -    | -    |
| It's a Long Way There                             | 640  | 530  | 573  | 423 | 635  | 658  | 648  | 716  | 892  | 677  | 719  | 604  | 842  | 1015 | 1030 | 825  | 995 | 1166 | 1272 | 1336 | 1249 | 1201 | 1122 | 1020 | 1140 | 1127 |
| Reminiscing                                       | 1536 | -    | 1753 | -   | -    | -    | -    | -    | -    | -    | -    | -    | -    | -    | -    | -    | -   | -    | -    | -    | -    | -    | -    | -    | -    | -    |

1. ↑  Een '-' betekent dat het nummer niet was genoteerd en een vetgedrukt getal geeft de hoogste notering van een nummer aan.